# Карас, Томаш
Томаш Карас (чеш. Tomáš Karas; 16 мая 1975, Прага) — чешский гребец, серебряный призёр летних Олимпийских игр 2004 года.

## Карьера
В 2004 году в Афинах завоевал серебряную медаль в гребле в парной четверке, вместе с ним гребли Давид Копршива, Якуб Ганак и Давид Йирка. Участник восьми чемпионатов мира. Лучший результат — 4-е место на чемпионате мира 2006 года.